# Ayman al-Aatar

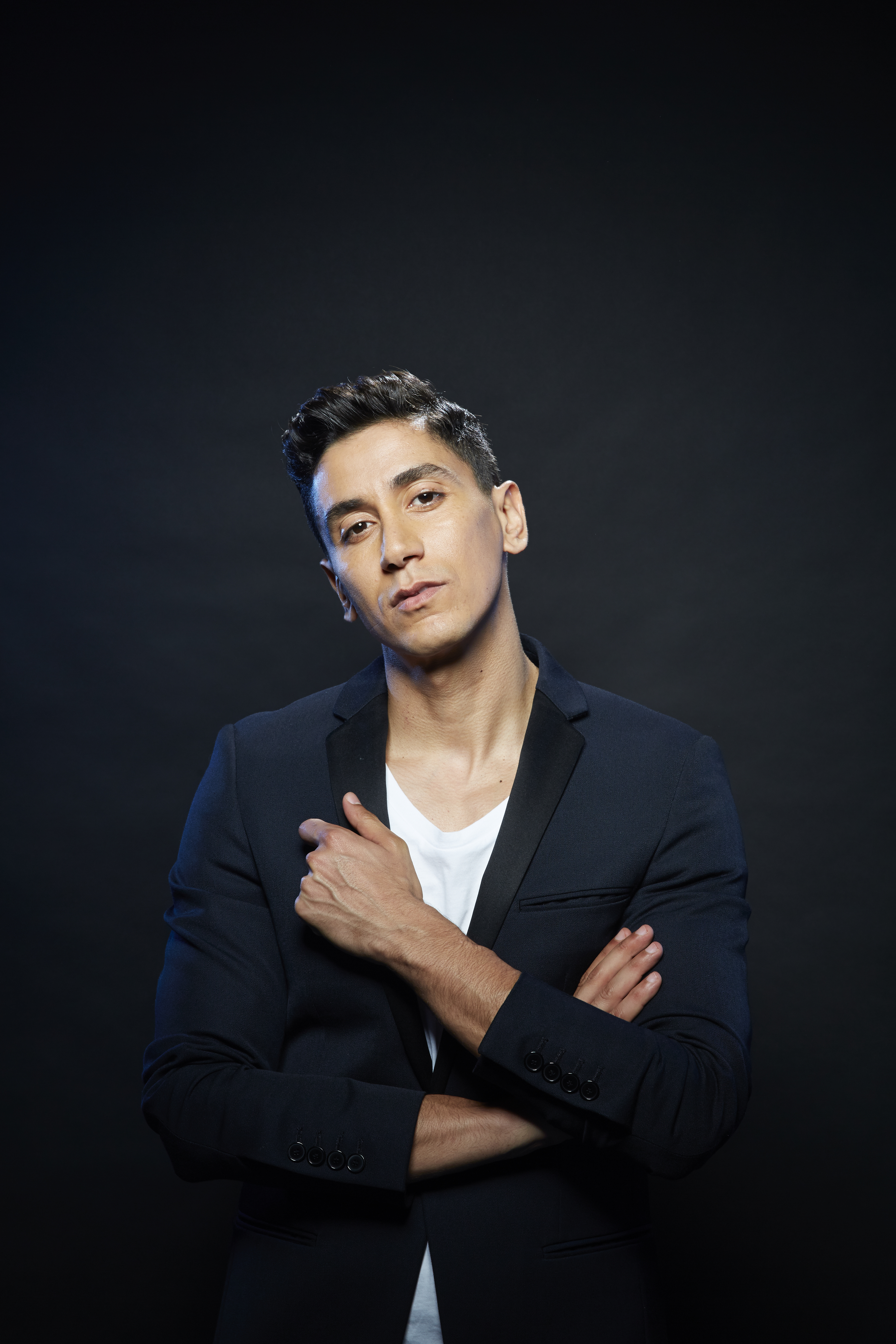
Ayman al-Aatar, 2014

Ayman al-Aatar (arabisch أيمن الأعتر, DMG Aiman al-Aʿtar; * 6. März 1982 in Tripolis, Libyen) ist ein arabischer Sänger. Im Jahr 2004 gewann er die zweite Staffel von SuperStar.

## Leben
Al-Aatar studierte Zahnmedizin, brach das Studium jedoch zugunsten seiner Teilnahme an SuperStar ab.
Am 23. August 2004 gewann er die zweite Staffel der arabischen Castingshow SuperStar. Im Finale setzte al-Aatar sich mit 54 Prozent gegen Ammar Hassan durch.

## Diskographie

### Alben
- W Ibtada El Mishwar (2005)
- Bahibak (2005)